# 峨眉山号坦克登陆舰
峨眉山号坦克登陆舰，即峨眉山舰，编号991，中国人民解放军海军的一艘072III型大型登陆舰，由上海沪东中华造船厂建造，1992年9月开始服役于南海舰队。

## 装备
峨眉山舰是中国海军第一种能够搭载722型气垫登陆艇和中型直升机的登陆舰，可装载两架直升飞机用于登陆作战。